# Mary Chepkemboi
Mary Chepkemboi (née en 1966 ou 1968) est une coureuse de demi-fond kényane.

## Biographie
Mary Chepkemboi remporte aux Championnats d'Afrique de 1982 la médaille d'or du relais 4 × 400 mètres, la médaille d'argent sur 1 500 mètres et la médaille de bronze sur 800 mètres. Aux Championnats d'Afrique de 1984, elle obtient la médaille d'or sur 3 000 mètres. 
Elle est notamment la sœur de l'athlète Bernard Lagat.